# Grzegorz Zimniewicz
Grzegorz Zimniewicz (ur. 13 października 1991 w Lesznie) – polski lekkoatleta specjalizujący się w biegach sprinterskich. Aktualny rekordzista Polski juniorów na 100 metrów (10,37).

## Kariera sportowa
Podczas mistrzostw Europy juniorów pobiegł w eliminacjach sztafety 4 × 100 metrów (zespół bez Zimniewicza w składzie zajął siódme miejsce w finale). Rok później bez większych sukcesów uczestniczył w mistrzostwach świata juniorów (kontuzja mięśnia dwugłowego wyeleminowała go z gry o finał mistrzostw świata) Był w składzie sztafety, która w 2011 była czwarta na młodzieżowych mistrzostwach Europy. Wraz z Karolem Zalewskim, Remigiuszem Olszewskim oraz Przemysławem Słowikowskim został w Tampere wicemistrzem Europy do lat 23 w biegu rozstawnym 4 × 100 metrów (indywidualnie był piąty w sprincie na 100 metrów). W 2015 wszedł w skład sztafety 4 × 100 metrów, która zdobyła srebrny medal podczas uniwersjady w Gwangju. W tym samym roku sięgnął po złoto światowych wojskowych igrzysk sportowych w sztafecie 4 × 100 metrów. w 2016 roku wraz kolegami zdobyli szóste miejsce w Mistrzostwach Europy w sztafecie 4 × 100 metrów. Uczestnik IAAF World Relays (2017), w których nie zdołał awansować do finału sztafet 4 × 100 oraz 4 × 200 metrów.
Reprezentant Polski w drużynowych mistrzostwach Europy.
Stawał na podium mistrzostw Polski juniorów, młodzieżowych mistrzostw kraju oraz mistrzostw Polski seniorów zarówno w hali jak i na stadionie.

## Rekordy życiowe
- bieg na 100 metrów (stadion) – 10,31 s. (7 czerwca 2013, Łódź) – 20. wynik w historii polskiego sprintu[3]
- bieg na 60 metrów (hala) – 6,66 s. (2 lutego 2014, Spała)

## Osiągnięcia
| Rok  | Impreza                                 | Miejsce   | Konkurencja             | Pozycja    | Wynik |
| ---- | --------------------------------------- | --------- | ----------------------- | ---------- | ----- |
| 2009 | Mistrzostwa Europy juniorów             | Nowy Sad  | sztafeta 4 × 100 metrów | eliminacje |       |
| 2010 | Mistrzostwa świata juniorów             | Moncton   | bieg na 100 metrów      | eliminacje | 10,37 |
| 2010 | Mistrzostwa świata juniorów             | Moncton   | sztafeta 4 × 100 metrów | eliminacje | 40,24 |
| 2011 | Młodzieżowe mistrzostwa Europy          | Ostrawa   | bieg na 100 metrów      | eliminacje | 10,64 |
| 2011 | Młodzieżowe mistrzostwa Europy          | Ostrawa   | sztafeta 4 × 100 metrów | 4. miejsce | 39,40 |
| 2013 | Superliga drużynowych mistrzostw Europy | Gateshead | sztafeta 4 × 100 metrów | 3. miejsce | 38,71 |
| 2013 | Młodzieżowe mistrzostwa Europy          | Tampere   | bieg na 100 metrów      | 5. miejsce | 10,55 |
| 2013 | Młodzieżowe mistrzostwa Europy          | Tampere   | sztafeta 4 × 100 metrów | 2. miejsce | 38,81 |
| 2013 | Mistrzostwa świata                      | Moskwa    | sztafeta 4 × 100 metrów | eliminacje | 38,51 |
| 2013 | Mistrzostwa Europy wojskowych           | Warendorf | bieg na 100 metrów      | 2. miejsce | 10,43 |
| 2015 | Uniwersjada                             | Gwangju   | sztafeta 4 × 400 metrów | 2. miejsce | 39,50 |
| 2015 | Światowe wojskowe igrzyska sportowe     | Mungyeong | bieg na 100 metrów      | półfinał   | 10,79 |
| 2015 | Światowe wojskowe igrzyska sportowe     | Mungyeong | sztafeta 4 × 100 metrów | 1. miejsce | 39,35 |
| 2016 | Mistrzostwa Europy                      | Amsterdam | sztafeta 4 × 100 metrów | 6. miejsce | 38,69 |
| 2017 | IAAF World Relays                       | Nassau    | sztafeta 4 × 100 metrów | eliminacje | 39,84 |